# 적합성의 원리
적합성의 원리(適合性의原理) 또는 관련성 원리(Relevance theory) 또는 적합성 이론은 '적합성의 의사소통적 원리'로도 불리며 언어학 특히 화용론에서 모든 발화는 나름대로 가장 적절한 적합성을 추정하게 한다는 화용적 원리이다. 발화의 의미 처리에 기호 해독 이상으로 추론이 개입해서 가장 적합한 의미를 결정한다고 본다.

## 함축
| 함축된것    | 예시 |
| 함축된 결론 | 화자가 전달하는 문맥(context)상의 함축이다. 예를 들어 “명품 의류를 빌려주는 가게가 있는데 같이 가 볼래?”라는 친구의 질문에 영희가 “난 좀 무서운데? 난 비싼 옷에 관심없어.”라는 대답을 했다면, 이때 “영희는 명품 의류를 빌리는 것에 관심이 없다.”가 함축된 결론이라고 할 수 있다. |
| 함축된 전제 | 화자가 전달하는 문맥(context)상의 함축이다. 예를 들어 “명품 의류를 빌려주는 가게가 있는데 같이 가 볼래?”라는 친구의 질문에 영희가 “난 좀 무서운데? 난 비싼 옷에 관심없어.”라는 대답을 하였다면, 이 대답에는 “명품 의류는 비싼 옷이다.”라는 함축된 전제가 있다고 할 수 있다.      |

## 같이 보기
- 협력의 원리
- 최소 노력의 원칙